# Kenya aux Jeux olympiques d'été de 2008
Le Kenya participe aux Jeux olympiques d'été de 2008 à Pékin.

## Liste des médaillés

### Médailles d'or
| Sport              | Discipline               | Sportifs             | Performance     |
| Médailles d'or : 6 |                          |                      |                 |
| Athlétisme         | 800 mètres (F)           | Pamela Jelimo        | 1 min 54 s 87   |
| Athlétisme         | 800 mètres (H)           | Wilfred Bungei       | 1 min 44 s 55   |
| Athlétisme         | 1 500 mètres (F)         | Nancy Lagat          | 4 min 00 s 23   |
| Athlétisme         | 3 000 mètres steeple (H) | Brimin Kipruto       | 8 min 10 s 34   |
| Athlétisme         | Marathon (H)             | Samuel Kamau Wansiru | 2 h 06 min 32 s |
| Athlétisme         | 1 500 m (H)              | Asbel Kipruto Kiprop | 3 min 33 s 11   |

### Médailles d'argent
| Sport                  | Discipline               | Sportifs          | Performance     |
| Médailles d'argent : 4 |                          |                   |                 |
| Athlétisme             | Marathon (F)             | Catherine Ndereba | 2 h 27 min 06 s |
| Athlétisme             | 5 000 m (H)              | Eliud Kipchoge    | 13 min 02 s 80  |
| Athlétisme             | 800 mètres (F)           | Janeth Jepkosgei  | 1 min 56 s 07   |
| Athlétisme             | 3 000 mètres steeple (F) | Eunice Jepkorir   | 9 min 07 s 41   |

### Médailles de bronze
| Sport                   | Discipline               | Sportifs                | Performance          |
| Médailles de bronze : 6 |                          |                         |                      |
| Athlétisme              | 10 000 mètres (H)        | Micah Kogo              | 27 min 04 s 11       |
| Athlétisme              | 3 000 mètres steeple (H) | Kipkemboi Mateelong     | 8 min 11 s 01        |
| Athlétisme              | 800 mètres (H)           | Alfred Kirwa Yego       | 1 min 44 s 82        |
| Athlétisme              | 5 000 mètres (F)         | Sylvia Kibet            | 15 min 44 s 96       |
| Athlétisme              | 10 000 mètres (F)        | Linet Masai             | 30 min 26 s 50 (WJR) |
| Athlétisme              | 5 000 mètres (H)         | Thomas Pkemei Longosiwa | 13 min 06 s 22       |

## Athlètes engagés

### Athlétisme
| Hommes - 400 mètres - Vincent Mumo Kiilu - 800 mètres - Wilfred Bungei - Boaz Kiplagat Lalang - Alfred Yego - 1 500 mètres - Augustine Choge - Asbel Kiprop - Nicholas Kemboi - 5 000 mètres - Edwin Soi - Eliud Kipchoge - Thomas Longosiwa - 10 000 mètres - Moses Ndiema Masai - Martin Mathathi - Micah Kogo - 3 000 mètres teeple - Ezekiel Kemboi - Brimin Kipruto - Richard Mateelong - Marathon - Martin Lel - Samuel Wanjiru - Luke Kibet | Femmes - 400 mètres - Elizabeth Muthuka - 800 mètres - Pamela Jelimo - Janeth Jepkosgei - 1 500 mètres - Irene Jelagat - Viola Kibiwot - Nancy Lagat - 5 000 mètres - Vivian Cheruiyot - Priscah Jepleting - Sylvia Kibet - 10 000 mètres - Linet Masai - Lucy Wangui - Peninah Arusei - 3000 mètres steeple - Ruth Bosibori Nyangau - Eunice Jepkorir - marathon - Martha Komu - Salina Jebet Kosgei - Catherine Ndereba |

#### Hommes
| Épreuve       | Athlète                | Séries        | Séries | Quarts de finale | Quarts de finale | Demi-finales  | Demi-finales | Finale        | Finale             |
| Épreuve       | Athlète                | Résultat      | Rang   | Résultat         | Rang             | Résultat      | Rang         | Résultat      | Rang               |
| ------------- | ---------------------- | ------------- | ------ | ---------------- | ---------------- | ------------- | ------------ | ------------- | ------------------ |
| 400 mètres    | Vincent Mumo Kiilu     | 46 s 79       | 7e     | -                | -                | -             | -            | -             | -                  |
| 800 mètres    | Boaz Kiplagat Lalang   | 1 min 45 s 72 | 2e     | NC               | NC               | 1 min 45 s 87 | 3e           | -             | -                  |
| 800 mètres    | Wilfred Bungei         | 1 min 44 s 90 | 1er    | NC               | NC               | 1 min 46 s 23 | 1er          | 1 min 44 s 65 | Médaille d'or      |
| 800 mètres    | Alfred Yego            | 1 min 46 s 04 | 2e     | NC               | NC               | 1 min 44 s 73 | 1er          | 1 min 44 s 82 | Médaille de bronze |
| 1 500 mètres  | Nicholas Kemboi        | 3 min 41 s 56 | 11e    | -                | -                | -             | -            | -             | -                  |
| 1 500 mètres  | Asbel Kiprop           | 3 min 41 s 28 | 1er    | NC               | NC               | 3 min 37 s 04 | 1er          | 3 min 33 s 11 | Médaille d'or      |
| 1 500 mètres  | Augustine Choge        | 3 min 35 s 47 | 3e     | NC               | NC               | 3 min 37 s 54 | 4e           | 3 min 35 s 50 | 9e                 |
| 5 000 mètres  | Eliud Kipchoge         | 13 min 37.50  | 2e Q   | NC               | NC               | NC            | NC           | 13 min 02.80  | Médaille d'argent  |
| 5 000 mètres  | Edwin Soi              | 13 min 46.41  | 1er Q  | NC               | NC               | NC            | NC           | 13 min 06.22  | Médaille de bronze |
| 5 000 mètres  | Thomas Longosiwa       | 13 min 41.30  | 4e Q   | NC               | NC               | NC            | NC           | 13 min 31.34  | 12e                |
| 10 000 mètres | Martin Irungu Mathathi | NC            | NC     | NC               | NC               | NC            | NC           | 27 min 08.25  | 7e                 |
| 10 000 mètres | Moses Ndiema Masai     | NC            | NC     | NC               | NC               | NC            | NC           | 27 min 04.11  | 4e                 |
| 10 000 mètres | Micah Kogo             | NC            | NC     | NC               | NC               | NC            | NC           | 27 min 04.11  | Médaille de bronze |
| 3000m steeple | Brimin Kipruto         | 8 min 23.53   | 2e Q   | NC               | NC               | NC            | NC           | 8 min 10.34   | Médaille d'or      |
| 3000m steeple | Richard Mateelong      | 8 min 19.87   | 2e Q   | NC               | NC               | NC            | NC           | 8 min 11.01   | Médaille de bronze |
| 3000m steeple | Ezekiel Kemboi         | 8 min 17.55   | 4e Q   | NC               | NC               | NC            | NC           | 8 min 16.38   | 7e                 |
| 20 km marche  | David Kimutai Rotich   | NC            | NC     | NC               | NC               | NC            | NC           | 1h 22 min 21  | 19e                |

#### Femmes
| Épreuve              | Athlète                   | Séries       | Séries | Quarts de finale | Quarts de finale | Demi-finales | Demi-finales | Finale       | Finale             |
| Épreuve              | Athlète                   | Résultat     | Rang   | Résultat         | Rang             | Résultat     | Rang         | Résultat     | Rang               |
| -------------------- | ------------------------- | ------------ | ------ | ---------------- | ---------------- | ------------ | ------------ | ------------ | ------------------ |
| 800 mètres           | Pamela Jelimo             | 2 min 03.18  | 1er Q  | NC               | NC               | 1 min 57.31  | 1er Q        | 1 min 54.87  | Médaille d'or      |
| 800 mètres           | Janeth Jepkosgei          | 1 min 59.72  | 1er Q  | NC               | NC               | 1 min 57.28  | 1er Q        | 1 min 56.07  | Médaille d'argent  |
| 1500 mètres          | Viola Kibiwot             | 4 min 15.62  | 5e     | -                | -                | -            | -            | -            | -                  |
| 1500 mètres          | Irene Jelagat             | 4 min 09.92  | 9e     | -                | -                | -            | -            | -            | -                  |
| 1500 mètres          | Nancy Langat              | 4 min 03.02  | 1er Q  | NC               | NC               | NC           | NC           | 4 min 00.23  | Médaille d'or      |
| 5 000 mètres         | Sylvia Kibet              | 15 min 10.37 | 2e Q   | NC               | NC               | NC           | NC           | 15 min 44.96 | 4e                 |
| 5 000 mètres         | Vivian Cheruiyot          | 14 min 57.27 | 2e Q   | NC               | NC               | NC           | NC           | 15 mIn 46.32 | 5e                 |
| 5 000 mètres         | Priscah Jepleting Cherono | 14 min 58.07 | 4e Q   | NC               | NC               | NC           | NC           | 15 min 51.78 | 11e                |
| 10 000 mètres        | Peninah Arusei            | NC           | NC     | NC               | NC               | NC           | NC           | 31 min 39.87 | 18e                |
| 10 000 mètres        | Lucy Wangui Kabuu         | NC           | NC     | NC               | NC               | NC           | NC           | 30 min 39.96 | 7e                 |
| 10 000 mètres        | Linet Masai               | NC           | NC     | NC               | NC               | NC           | NC           | 30 min 26.50 | Médaille de bronze |
| Marathon             | Salina Jebet Kosgei       | NC           | NC     | NC               | NC               | NC           | NC           | 2h 29 min 28 | 10e                |
| Marathon             | Martha Komu               | NC           | NC     | NC               | NC               | NC           | NC           | 2h 27 min 23 | 5e                 |
| Marathon             | Catherine Ndereba         | NC           | NC     | NC               | NC               | NC           | NC           | 2h 27 min 06 | Médaille d'argent  |
| 3 000 mètres steeple | Veronica Wanjiru          | 10 min 01.69 | 12e    | -                | -                | -            | -            | -            | -                  |
| 3 000 mètres steeple | Eunice Jepkorir           | 9 min 21.31  | 1er Q  | NC               | NC               | NC           | NC           | 9 min 07.41  | Médaille d'argent  |
| 3 000 mètres steeple | Ruth Bosibori             | 9 min 19.75  | 2e Q   | NC               | NC               | NC           | NC           | 9 min 17.35  | 6e                 |

### Aviron
| Hommes - skiff: Mathew Lidaywa |

| Athlète(s)             | Compétition | Série         | Série | Quart de finale | Quart de finale | Demi-finale   | Demi-finale | Finale                 | Finale |
| Athlète(s)             | Compétition | Temps         | Rang  | Temps           | Rang            | Temps         | Rang        | Temps                  | Rang   |
| ---------------------- | ----------- | ------------- | ----- | --------------- | --------------- | ------------- | ----------- | ---------------------- | ------ |
| Matthew Lidaywa Mwange | Skiff       | 8 min 16 s 09 | 6e    | NC              | NC              | 7 min 49 s 17 | 4e          | Finale F 7 min 52 s 59 | 1er    |

### Boxe
Nickson Abaka, qui était également qualifié, n'a pu participer en raison d'une blessure.
| Hommes - -48 kg : Suleiman Bilali - -51 kg : Bernard Ngumba - -57 kg : Nick Okoth - -81 kg : Aziz Ali |

| Athlète                | Catégorie                | 16e de finale          | 8e de finale        | Quart de finale     | Demi-finale         | Finale              |
| Athlète                | Catégorie                | Adversaire Résultat    | Adversaire Résultat | Adversaire Résultat | Adversaire Résultat | Adversaire Résultat |
| ---------------------- | ------------------------ | ---------------------- | ------------------- | ------------------- | ------------------- | ------------------- |
| Suleiman Wanjau Bilali | Poids mi-mouches (-48kg) | Montero Défaite 3-9    | -                   | -                   | -                   | -                   |
| Bernard Ngumba         | Poids mouches (-51kg)    | Doniyorov Défaite 1-10 | -                   | -                   | -                   | -                   |
| Nick Okoth             | Poids plumes (-57Kg)     | Reyes Défaite 2-6      | -                   | -                   | -                   | -                   |
| Aziz Ali               | Poids mi-lourds (-81Kg)  | Muzaffer Défaite 3-8   | -                   | -                   | -                   | -                   |

### Sports aquatiques

#### Natation
| Hommes - 50 m nage libre - David Dunford - 100 m nage libre - Jason Dunford - 100 m papillon - Jason Dunford |

### Taekwondo
| Hommes - -58 kg : Dickson Wamwiri | Femmes - -49 kg : Milka Akinyi |